# Abarema ricoae
Abarema ricoae är en ärtväxtart som beskrevs av Rupert Charles Barneby och James Walter Grimes. Abarema ricoae ingår i släktet Abarema och familjen ärtväxter. Inga underarter finns listade i Catalogue of Life.